# Clausia robusta
Clausia robusta là một loài thực vật có hoa trong họ Cải. Loài này được Pachom. mô tả khoa học đầu tiên năm 1974.